# Revolução etíope de 1974
A revolução etíope de 1974 foi um movimento político-militar que levou à derrubada do imperador Haile Selassie em 12 de setembro de 1974.

## Contexto
No início da década de 1970, o Império da Etiópia enfrentava uma crise política, social e econômica, como resultado do regime feudal do Negus Haile Selassie, tornando-se um dos países mais pobres do mundo. A maioria da população vivia em áreas rurais sujeitas a secas periódicas e enfrentando contínuas fomes, cujas terras eram de propriedade do Negus, da nobreza e da Igreja Ortodoxa Etíope, que às vezes exigia tributos altíssimos dos agricultores empobrecidos. Esta situação é acentuada pelas derrotas militares nas mãos dos rebeldes eritreus e uma grande fome nas províncias de Welo e Tigray, causada pela seca. Tudo isso gerou grande descontentamento popular.
Há fontes que sugerem que Selassie não tinha conhecimento da extensão da fome, enquanto outros afirmam que ele estava bem ciente disso. Além disso, eram recorrentes as tentativas de autoridades corruptas de ocultar a fome do governo imperial. Na Etiópia, não havia partidos políticos e era necessária a aprovação do monarca para realizar qualquer ação governamental, o que repercutia para a ineficiência da administração pública.
Este descontentamento foi promovido, principalmente, pelo Partido Revolucionário do Povo Etíope (PRPE) e o Movimento Socialista Pan-Etíope (MEISON), que organizou vários protestos contra o regime imperial, o que aumentava as rebeliões camponesas e protestos estudantis. A crise foi agravada pelos altos preços do petróleo, esta última como resultado da crise do petróleo de 1973.

### Estrutura da sociedade
Durante toda a história etíope, as terras estiveram sobre o controle das elites, que era a família imperial, membros da Igreja Ortodoxa e militares. Por conta disso, o único vinculo que a população tinha com essas terras, era através da produção agrícola, semelhantes ao que acontecia no regime feudal. Nesse período “os camponeses compunham aproximadamente 90% da população, e trabalhavam em 98% das terras”. 
“A partir do regime Hailé Selassié, a Igreja e a família Imperial começaram uma competição entre si, consumindo qualquer tipo de lucro que pudessem extrair de suas terras. Nesse período, a agricultura de subsistência permanecia quase inalterada e a condição dos camponeses piorava”. 
Ainda que algum soberano tentasse modificar essa composição, acabaria encontrando obstáculo nas forças conservadoras, e consequentemente não sobreviveria ao poder.
Nesse período a agricultura de subsistência permanecia quase inalterada, e as condições no campo pioram, desencadeando um crise agrária decorrente de problemas como:
- Atrasos técnicos
- Desigual sistema de posse de terra
- Capital insuficiente no setor agrário

A partir desse período, começou o descontentamento da população em relação as condições nas quais eles viviam, aumentando ainda mais o descontentamento da população, com as práticas adotadas pelo Estado, para superar a crise que atingiu o país a partir da década de 1930, por conta da crise de 1929. Começando assim a se propagar o descontentamento com o regime imperial. 

### Governo de Hailé Selassié
Hailé Selassié chegou ao poder em 1930, ele tinha dois objetivos, como por exemplo:
- Construir uma nação superior em relação as demais
- Se tornar um monarca absolutista

Ao passo que suas ideias iriam sendo executadas, aumentava ainda mais a insatisfação da população. Nesse período, outras esferas da sociedade foram se modificando, aumentando as forças políticas dos militares e estudantes nesse período.  
Durante o seu governo, a Etiópia passaria por sérios problemas ao longo da década de 1930 por conta da crise de 1929. Em 1935 a Etiópia foi invadida, e como não tinha capacidade militar para conter tal invasão, em 1936 o Hailé Selassié fugiu do país, dando inicio a uma breve ocupação italiana.
Com a presença dos fascistas, os etíopes começaram a pensar que o imperador não fez tudo que estava ao seu alcance para o desenvolvimento do país. Após a sua volta ao poder, o imperador foi forçado a continuar a modernização com uma serie de reformas sociais, politicas e econômicas.
“Não há questionamento sobre as intenções de Hailé Selassié de entrar para a história como o líder que modernizou a Etiópia. Entretanto, ao mesmo tempo em que promovia a retórica da modernidade, o imperador mantinha-se conectado com as tradições monárquicas etíopes, persistindo na retenção de poderes como um déspota.”. 

### Decadência de Hailé Selassie e da nobreza etíope
Em 1960 desencadeou uma tentativa de golpe que fracassou, mas que foi visto pelos historiadores como fundamental para o sucesso da revolução de 1974. Essa revolução fracassada, “implicou na mudança de imagem da monarquia e de sua autoridade. Para a maioria da população, o imperador não era mais sagrado, como sua autoridade não era mais inviolável.”. 
O regime monárquico pode se sustentar após essa tentativa de golpe, porque a sociedade era rompida, tanto verticalmente quanto horizontalmente. Não havia uma classe social ou facção que se reconhece-se ou se organiza-se para desafiar o Estado.
Todavia o império se tornou muito fraco para conter ou gerenciar as tensões provocadas pelas suas próprias escolhas politicas, desencadeando assim a partir da tentativa de golpe, uma conscientização política por parte dos militares, e entre os estudantes.
As forças armadas perceberam seu poder desde os anos de 1960, quando foram à única entidade capaz de impedir a queda do imperar no primeiro ato revolucionário, “perceberam que não só defendiam uma estrutura politica, como o tecido feudal da Etiópia”. Os militares deixaram de ser uma organização apolítica e passaram a ser uma instituição politica que ate coagia o imperador a mover-se mais rápido em relação às reformas.
Os estudantes também se politizaram nesse período, uma grande maioria deles estava envolvidos em atos políticos desde 1960, participando com maior ou menor grau da revolução de 1960.
Os alunos da Universidade da Etiópia passava o terceiro ano da universidade no interior com o objetivo de desenvolver a agricultara, desenvolvendo assim o conhecimento dos problemas nos quais a população estava passando. Por conta desse contato com essa população, muitos alunos se posicionavam contra o imperador, expondo assim o seu descontentamento na busca de uma melhoria. Sendo um dos responsáveis por expor os problemas dessa sociedade.

## Militares no movimento revolucionário
A revolução na Etiópia se comparada as outras revoluções ocorridas no continente africano, possuí poucas características em comum. Antecedendo os acontecimentos que acarretaram na revolução de 1974, em 1960 inicia-se os eventos que culminaram na queda do regime: ocorre uma tentativa de golpe para derrubar o imperador, que é impedido pelos militares. A partir de então estes passam a ter consciência de seu poder na manutenção do sistema, levando o imperador a conceder cada vez mais privilégios para garantir o seu apoio. Todavia, o baixo desenvolvimento econômico oriundo de uma estrutura pré-capitalista, na qual continha elementos que se aproximavam de um sistema feudal, a concentração de poder nas mãos do imperador, a crise agrícola e as falhas tentativas de modernização neste campo aumenta a pressão dos grupos societários, principalmente por parte dos estudantes.
O golpe ocorre após uma grande seca causar devastações e privações para a população, ocasionando a morte aproximadamente de quase 300 mil pessoas como consequência da recusa do governo em pedir ajuda externa. A insatisfação popular se agrava, todavia, pela ausência de experiência organizacional e liderança dos civis, os militares dissidentes com maior autonomia e organização guiaram o processo revolucionário que acarretou na deposição do monarca Hailé Selaissé, através de um comitê de organização chamado DERG, para o qual as forças armadas elegiam seus representantes. 
Inicialmente, Selaissé consegue conter os protestos dos militares ao atender suas demandas, mas a contenção é apenas temporária, pois os setores da sociedade se politizam cada vez mais no decorrer do processo revolucionário. A deposição de Selaissé ocorreu de maneira pacífica, com grupos militares apoiados pelos estudantes, professores, taxistas, membros da burocracia estatal e outros, ocupando espaços e realizando protestos na reivindicação de mais direitos para o povo etíope. A deposição do imperador, que sucedeu em 12 de setembro de 1974, ocorreu sem resistência. Desde então o poder passou para as mãos dos militares, com a formação do Conselho Administrativo Militar Provisório, órgão proveniente do DERG e composto para governar provisoriamente. Ademais, a sociedade civil estava desorganizada, dispersa, o que prorrogou ainda mais para a liderança dos militares. 
Após estabilizarem o seu controle, os militares iniciaram uma nova etapa da revolução, marcado por um momento extremamente violento, que causou mortes e descontentamento popular. A insurgência de um novo regime, sobre os moldes de uma ideologia marxista-leninista, fez com que os opositores do antigo regime se dividissem em grupos concorrentes. Mas para garantir a estabilidade do poder, os militares instauraram uma perseguição denominada "Terror Vermelho", no intuito de contestar as vozes de insatisfação.
O Terror Vermelho se deu início com a tomada do poder pelo DERG, que encerrou a primeira fase da revolução e seu período pacífico. Momentaneamente, o General Aman Andom foi escolhido como o porta voz inicial do novo regime, apesar de não ser um membro efetivo do DERG. Porém, suas políticas conciliatórias em relação à Eritreia e sua recusa em executar os aristocratas fizeram com que em novembro acabasse sendo assassinado (supostamente por ter resistido a prisão), sendo então substituído pelo General Tafari Benti. Em seguida, devido os conflitos internos dentro do próprio DERG, e as constantes reivindicações advindas dos grupos civis que almejavam ter maior participação nas decisões políticas, o líder Mengistu Haile Mariam expurga os opositores e consolida o seu poder.

## Deposição de Haile Selassie
Enquanto se aprofundava o conflito nas forças armadas, responsáveis pela repressão das manifestações, começaram a aumentar o seu poder em detrimento do Negus. A agitação se espalhou até os militares, que exigiam melhores salários.
Em fevereiro de 1974, uma série de tumultos em protesto contra a situação econômica, causaram a morte de cinco pessoas em Addis Abeba, o que obrigou o Negus fazer algumas concessões, tais como o congelamento dos preços dos produtos básicos, afetados pela alta inflação.
Embora estas medidas conseguiram reduzir a tensão entre a população, não foram suficientes para pacificar as forças armadas. Em diferentes partes do país estouraram motins militares, o primeiro ocorrendo em Asmara, entre aqueles que lutaram durante anos contra os grupos independentistas da Eritreia. Isso levou à renúncia do primeiro-ministro Aklilu Habte Wold, que ocorreu em 27 de fevereiro de 1974, nomeando como seu substituto Endalkatchew Makonnen.
No entanto, não diminuiu o descontentamento. O conflito entre os militares e o governo desencadeou um golpe de Estado liderado por jovens oficiais do Exército, também promovido por grupos políticos de esquerda que derrubaram o imperador em 12 de setembro de 1974.
Após o golpe foi implantado Conselho Provisório Militar Administrativo, composto por 125 membros, que foi chamado de Comitê de Coordenação das Forças Armadas, Polícia e Exército Territorial, conhecido como Derg (comitê ou conselho na língua amárica), para controlar e dirigir o país. A Etiópia, assim, tornou-se uma forte aliada da União Soviética. O Derg governou o país até 1987, ano em que proclamou a República Democrática Popular da Etiópia.